# Aart Clerkx
Aart Clerkx (Wassenaar, 16 juni 1945) is een Nederlands tekenaar van alternatieve strips, zijn pseudoniem is Acé. Daarnaast is hij ook actief als illustrator.
Hij begon met publiceren in het alternatieve weekblad Aloha. Hij publiceerde daarna onder andere in het alternatieve striptijdschrift Tante Leny presenteert!, Gezellig en Leuk en De Vrije Balloen.
Een van zijn creaties is Jan Tit, een detective en arrogante dandy. In deze strip hekelt Clerkx op satirische wijze de realiteit, zoals de werking van de politie of het Amsterdamse kunstmilieu.
Voor de VPRO-televisie tekende hij voor het programma BG-TV (1982) en, in 1984, de scènewisselingen in het door Theo Uittenbogaard voor de televisie bewerkte toneelstuk van Jane Bowles In het tuinhuis (theaterregie: Gerardjan Rijnders).